# Marcela Horáková
Marcela Horáková (20. dubna 1947 Slavkov u Brna – 30. dubna 2021 Brno) byla česká novinářka a tisková mluvčí, vystudovaná etnografka a zájemkyně o napoleonské války.

## Život
Narodila se a vyrůstala v poválečném Slavkově u Brna. V roce 1967 začala pracovat jako samostatná referentka v Obvodním kulturním a vzdělávacím středisku Brno II. V letech 1972 až 1988 pak působila v brněnské redakci deníku Lidová demokracie.
Mezitím dálkově studovala národopis na Filozofické fakultě Masarykovy univerzity v Brně (tehdy Univerzity Jana Evangelisty Purkyně), což úspěšně dokončila v roce 1988. Svoji diplomovou práci, propojující tematicky etnografii s žurnalistikou, obhájila v roce 1985 pod názvem Lidová kultura a národopisné hnutí na jihovýchodní Moravě (na základě regionálního tisku do roku 1945).
Od roku 1989 pracovala jako redaktorka v Českém rozhlase Brno, kde měla mimo jiné svůj pořad Kalendář naší vesnice, věnovaný zapomenutým řemeslům či lidem zasvěcujícím svůj život folklóru jižní Moravy. Své působení v rozhlase ukončila v roce 2001, kdy nastoupila do Kanceláře veřejného ochránce práv jako tisková mluvčí tehdejšího ombudsmana Otakara Motejla. Zde pracovala patrně do dubna 2007, kdy ji nahradila Iva Hradílková.
Horáková byla velkou patriotkou a propagátorkou Slavkova. Také téměř dvacet let aktivně působila v Československé napoleonské společnosti (ČSNS), byla též členkou předsednictva a po určitou dobu místopředsedkyní, podílela se organizačně na mnohých aktivitách spolku, za přípravu a organizaci V. mezinárodního napoleonského kongresu obdržela v listopadu 2005 Záslužný kříž Fénix II. stupně.
Zemřela krátce po svých 74. narozeninách 30. dubna 2021.